# کلاوس لیندنبرگر
کلاوس لیندنبرگر (آلمانی: Klaus Lindenberger؛ زادهٔ ۲۸ مهٔ ۱۹۵۷) بازیکن سابق و مربی فوتبال اهل اتریش است.
از باشگاه‌هایی که در آن بازی کرده‌است می‌توان به باشگاه فوتبال لاسک اشاره کرد.
وی همچنین در تیم ملی فوتبال اتریش بازی کرده‌است.